# Атал (војсковођа)
Атал (грч. Άτταλος, око 390. - 336. п. н. е.) био је дворанин и војсковођа у служби македонског краља Филипа II .
Атал је постао веома утицајна личност на македонском двору када се његова сестричина Клеопатра Еуридика удала за краља Филипа 339. п. н. е. У време када је планирао поход против Персијског царства, Филип је у Малу Азију послао претходницу под командом Атала и Пармениона.
Док су Атал и Перменион боравили ван Македоније, Филип је 339. п. н. е. пао у атентату од руке једног од својих гардиста, Паусаније из Орестиде. Паусанија из Орестиде је, судећи по причи која је потекла од Аристотела, а коју су доцније проширили Клитарх и Диодор, био Филипов љубавник неко време, али је касније исто место заузео Аталов пријатељ (и рођак?) који се такође звао Паусанија. Како је Паусанија из Орестиде јавно дискредитовао свог имењака, Аталов пријатељ је извршио самоубиство. Атал је тада предузео освету тако што је напио Паусанију из Орестиде и организовао његово силовање. Незадовољан што Филип није казнио Атала, Паусанија се окренуо против краља и убио га у октобру 336. п. н. е.
Недуго након Филипове смрти, атински државник Демостен је писао Аталу и Пармениону тражећи од њих да откажу послушност новом македонском краљу Александру. Атал је ипак остао лојалан Филиповом наследнику. Убрзо је уклоњен по Александровом наређењу. Наводно, после Филипове женидбе са Клеопатром Еуридиком, Атал је јавно понижавао Александра. Ипак, Александрова мајка Олимпијада је ликвидирала Еуридикину децу, Клеопатра Еуридика је извршила самоубиство, а Атал је такође убијен.